# Centrorhynchus buteonis
Centrorhynchus buteonis är en hakmaskart som först beskrevs av Schrank 1788.  Centrorhynchus buteonis ingår i släktet Centrorhynchus och familjen Centrorhynchidae. Inga underarter finns listade i Catalogue of Life.